# Villarzel-du-Razès
Villarzel-du-Razès é uma comuna francesa na região administrativa de Occitânia, no departamento de Aude. Estende-se por uma área de 12,6 km². Em 2010 a comuna tinha 98 habitantes (densidade: 7,8 hab./km²).